# Vliegende dagschotels
Vliegende dagschotels is het vierde album van stripreeks F.C. De Kampioenen, getekend door Hec Leemans. De strip is uitgegeven in 1998 door Standaard Uitgeverij.

## Het verhaal
Pascale, Bieke en Marc schrikken in het holst van de nacht wakker van vreemde geluiden. Er wordt onmiddellijk aan inbrekers gedacht maar na tussenkomst van zowel Boma als DDT blijken er geen dieven te bespeuren. De volgende dagen gebeuren er verschillende vreemde dingen in de omgeving van De Kampioenen. Zowel Boma als DDT worden naar bovengehaald door een vliegende schotel maar ook direct terug naar beneden gestuurd. 
Wanneer Xavier aan de beurt is, komt hij niet meer terug naar beneden. De wezentjes die in de vliegende schotel verblijven zijn allemaal kleine exacte kopieën van Xavier. Ze noemen zichzelf "De Xaverianen". Ze zijn bewoners van de planeet "Xaverius" en stammen af van een voorvader van Xavier. Ze willen nu zijn genetisch materiaal opmeten en registreren zodat ze zijn genen kunnen namaken. Nadat dit gebeurd is, sturen ze Xavier terug naar de aarde.
Even later verschijnt Zenobe Pakalles bij De Kampioenen. Hij is een deurwaarder en komt met een aanmaning om de achterstallige grondbelasting van de laatste 6 jaar te betalen of er wordt beslag gelegd op de grond en de goederen. Wanneer blijkt dat de clubkas leeg is, beslissen de Kampioenen om het toneelstuk "Sneeuwwitje" op te voeren. Op de dag van de voorstelling worden de 7 dwergen echter ziek. Xavier besluit om de Xaverianen op te roepen en ze spelen de rol van de 7 dwergen. Na de zeer succesvolle voorstelling vertrekken de Xaverianen terug naar hun vliegende schotel en wissen ze het geheugen van de Kampioenen. 

## Hoofdpersonages
- Balthasar Boma
- Bieke Crucke
- Pascale De Backer
- Dimitri De Tremmerie
- Pol De Tremmerie
- Doortje Van Hoeck
- Marc Vertongen
- Carmen Waterslaeghers
- Xavier Waterslaeghers

## Gastpersonages
- Soldaat Vanheuvelenberg
- Kolonel Van de Sijpe
- De Xaverianen
- Zenobe Pakalles

Zal 't gaan, ja? · Mijn gedacht! · Buziness is buziness · Vliegende dagschotels · 't Is niet waar, hé? · De dubbele dino's · Kampioen zijn is plezant! · Kampioenen op verplaatsing · Tournee Zénérale · De ontsnapping van Sinterklaas · Xavier in de puree · Het sehks-schandaal · De kampioenen maken een film · Oma Boma · De huilende hooligan · Bij Sjoeke en Sjoeke · Het geval Pascale · De simpele duif · Supermarkske · Supermarkske slaat terug · Kampioenen aan zee · Boma in de coma · De dader heeft het gedaan · De wereldkampioenen · Sergeant Carmen · Het spiedende oog · Vertongen en zoon · Man, man, man! · Stem voor mij! · Gebakken lucht · Kampioenen op wielen · De zeep-serie · Kampioenen in Afrika · Supermarkske op de bres · Agent Vertongen · De trouwpartij · Kampioenen op latten · Buffalo Boma · De vliegende reporter · De groene zwaan · Xavier gaat vreemd · De lastige kampioentjes · Boma in de wellness · De antieke antiquair · Alle hens aan dek  · Supermarkske op het slechte pad  · De schat van de Macboma's · De Jobhopper · De Kampioenen in het circus · 50 Kaarsjes... · Baby Vertongen · De nies van de neus · Don Padre Padrone · De rally van tante Eulalie · Paulientje op de dool · Miss Moeial · Carmen in het nieuw · Het geheim van de kampioentjes · De Afronaut · De erfenis van Maurice · De Kampioenen maken ambras · Oma Boma trainer · DDT doet weer mee · 20 jaar later · De Kampioenen in Pampanero · Kampioentjes verliefd · Supermarkske is weer fit · De pil van Pol · Vertongen Vampier · Fernand gaat trouwen · De verdwenen kampioenen · Xaverius De Grote · Komen vreten · Dolle Door · Hello poepa · De vinnige voetballer · Vijftig tinten paarsblauw · Dokter Jekyll en mister Vertongen · De kampioenen van de filmset · De Kampioentjes en het spookkasteel · De Kampioenen in Rio · Boma op de klippen · Op zoek naar Neroke · Supermarkske bakt ze bruin · De Corsicaanse connectie · De lotto-kampioen · DDT op het witte doek · De geniale djinn · Paniek in de Pussycat · De kampioentjes maken het bont · De malle mascotte · De pakjesoorlog · Supermarkske is weer proper · De tandartsassistente · Maurice de zwijger · Pol en Doortje gaan scheiden · Allemaal cinema! · Boma burgemeester · De nieuwe kolonel · Alles loopt in het honderd · De bucketlist van Xavier · Bibi Carmen · De kampioentjes en de kroonprins · Vrouwen aan de macht · Patatten en saucissen · De bronzen beker · Supermarkske en de 7 dwergen · De Kampioenen trappen door · De grimas van een paljas · De verjaardagstaart · Kampioenen aan het front · Boma in de val · Terug naar Splotsj · Ginette · Gespuis in huis · De knecht van tante Eulalie · De bal is rond · De strijd der titanen